# 家領
家領（けりょう）とは中世の権門が代々伝領してきた所領・荘園などのこと。
奈良時代末期から平安時代初期に皇親・貴族が所有して家牒・家符・家印などを用いた命令文書で家司などに命じて経営させた初期荘園を「○○家領」「××家田」などと呼称したのが最初と考えられている。
平安時代中期以後、藤原北家などの藤原氏一族が更に細分化され、九条流・小野宮流・閑院流などが成立し、やがて九条流から派生した御堂流が摂家としての地位を確立した。その過程でそれぞれの氏や家に附属する所領や荘園、持仏堂などの施設が一族内部を統制する機能を持ち、氏長者や家長などの本主によって管理されるようになった。そうした所領や荘園をそれぞれの本主の官職・位階に基づいて区別し、本主の政所によって統括され、家司を預所に補任して荘務を行わせた。家領の権利書である公験は家記などとともに代々嫡男などの後継者に継承された。
権門の中でも最大の家領を有していたのは、御堂流摂関家であった。元は藤氏長者としての所領を中核としていたが、後には氏院である勧学院や同流ゆかりの寺院である法成寺や平等院などの寺院領が摂関家の家領として扱われるようになった。その後、摂関家の分立に伴ってこうした家領は渡領（殿下渡領）として摂関・藤氏長者の地位とともに移動し、院政期以後に摂関家の財産となった所領・荘園は近衛家・九条家などに分割され、後に5つに分立したそれぞれの摂関家固有の家領として確立されることになった。